# 四川南道宣慰司
四川南道宣慰司，元朝在四川南部设立的机构。
至元十六年（1279年）置四川南道宣慰司。至元二十七年（1290年）定治所在重庆路（治今重庆市），属四川等处行中书省。分管重庆路、夔州路（今重庆市奉节县）、叙州路（今四川省宜宾县）、马湖路（今四川省屏山县）、绍庆府（今重庆市彭水苗族土家族自治县）、怀德府（今重庆市秀山土家族苗族自治县、酉阳土家族苗族自治县）、上罗计长官司（今四川省长宁县）、下罗计长官司（今四川省珙县）、四十六囤蛮夷千户所（今四川省高县）、叙南等处蛮夷宣抚司（今四川省宜宾市）等军民政务。辖境相当今四川东南部和重庆市部分地区。设置宣慰使三人，同知、副使各一人。